# Giovanni I (vescovo di Como)
Giovanni I de Orchi (... – Como, 3 agosto 558) è stato vescovo di Como, dal 555 alla morte.

## Biografia
Di Giovanni I conosciamo solamente quelle poche notizie che Francesco Ballarini riportò nel suo Compendio delle cronache della città di Como, opera data alle stampe nel 1619. Qui scrive che, nel 555, fu eletto alla dignità episcopale Giovanni de Orchi, nobile cittadino, succedendo a Prospero e divenendo il dodicesimo vescovo della diocesi comasca.
Null'altro si conosce del suo operato, eccezion fatta per la sua indole caritatevole. Il Ballarini così descrive la sua morte:
(Francesco Ballarini)
La chiesa dei Santi Apostoli a cui vien fatto riferimento sorgeva sull'area oggi occupata dalla Basilica di San Fedele.